# 2,3-diamminopropionato N-ossaliltransferasi
La 2,3-diaminopropionato N-ossaliltransferasi è un enzima appartenente alla classe delle transferasi, che catalizza la seguente reazione:
ossalil-CoA + L-2,3-diamminopropanoato ⇄ CoA + N3-ossalil-L-2,3-diamminopropanoato